# IC 2288
IC 2288 — галактика типу Sbc (компактна витягнута спіральна галактика) у сузір'ї Рак.
Цей об'єкт міститься в оригінальній редакції індексного каталогу.